# Brooklyn Baby
Brooklyn Baby ist ein Lied, das die US-amerikanische Popsängerin Lana Del Rey mit Barrie O’Neill schrieb. Das Stück ist die vierte und letzte Singleauskopplung aus ihrem dritten Studioalbum Ultraviolence.

## Entstehung und Artwork
Produziert wurde der Song von Dan Auerbach. Gemastert wurde Brooklyn Baby von Metropolis Mastering in London, unter der Leitung des Briten John Davis. Gemischt wurde das Lied von Robert Orton. Neben Del Rey ist im Hintergrund die Stimme des Sängers Seth Kaufman zu hören. Als Instrumentalisten wurden Dan Auerbach an der E-Gitarre, Seth Kaufman an der E-Gitarre und den Perkussionsinstrumenten, Leon Michaels am Mellotron, der Perkussion, dem Tamburin und dem Tenorsaxophon, Nick Movshon am Bass und Schlagzeug, Russ Pahl an der Akustikgitarre und der Pedal-Steel-Gitarre, Kenny Vaughan an der Akustikgitarre und Maximilian Weissenfeldt am Schlagzeug engagiert. Das Arrangement schrieb Collin Dupuis. Das Lied wurde unter den Musiklabels Interscope Records und Polydor veröffentlicht. Auf dem schwarz-weißen Cover der Maxi-Single ist – neben der Aufschrift des Künstlers und des Liedtitels – Del Rey in einem Mercedes-Benz sitzend, zu sehen. Das Coverbild wurde von dem US-amerikanischen Fotografen Neil Krug geschossen.

## Veröffentlichung und Promotion
Die Erstveröffentlichung der Single fand am 17. Juni 2014 als digitale Veröffentlichung statt. Eine offizielle Veröffentlichung als physischer Tonträger blieb bis heute aus.
Liveauftritte von Brooklyn Baby im Hörfunk oder Rundfunk blieben in Deutschland, Österreich und der Schweiz bis heute aus. Sie spielte den Song nur auf ihren Konzerten live.

## Inhalt
Der Text des Lieds Brooklyn Baby ist in der englischen Sprache verfasst. Musikalisch bewegt sich der Song im Bereich des Dream Pop. Im Lied beschreibt Del Rey den Spaß an der Hipster-Subkultur und bedient mehrere Klischees über Brooklyn. Sie nimmt u. a. Bezug auf den in Brooklyn geborenen Musiker Lou Reed und die Millennials. Del Rey sagte, dass sie das Lied mit den Gedanken an Lou Reed schrieb. Sie wollte auch mit ihm zusammenarbeiten, doch am Tag, als Del Rey in New York City ankam, verstarb Reed.
| „Well My Boyfriend’s in a Band, He Plays Guitar While I Sing Lou Reed. I’ve Got Feathers in My Hair. I Get Down to Beat Poetry, and My Jazz Collection’s Rare. I Can Play Almost Anything. I’m a Brooklyn Baby, I’m a Brooklyn Baby.“ – Refrain, Original | „Mein Freund ist in einer Band, er spielt Gitarre, während ich Lieder von Lou Reed singe. Ich trage Federn in meinen Haaren. Ich beruhige mich mit Beat-Literatur aus den 60er Jahren und meine Jazz-Sammlung ist rar. Ich kann fast alles spielen. Ich komme aus Brooklyn, ich komme aus Brooklyn.“ – Refrain, Übersetzung |

## Mitwirkende
| Liedproduktion - Dan Auerbach: E-Gitarre, Produzent - John Davis: Mastering - Lana Del Rey: Gesang, Komponist - Collin Dupuis: Arrangement - Seth Kaufmann: E-Gitarre, Hintergrundgesang, Percussions - Leon Michaels: Mellotron, Percussions, Tamburin, Tenorsaxophon - Nick Movshon: Bass, Schlagzeug - Barrie O’Neill: Komponist - Robert Orton: Abmischung - Russ Pahl: Akustikgitarre, Pedal-Steel-Gitarre - Kenny Vaughan: Akustikgitarre - Maximilian Weissenfeldt: Schlagzeug | Artwork - Neil Krug: Fotograf (Cover) Unternehmen - Interscope Records: Musiklabel - Metropolis Mastering: Mastering - Polydor: Musiklabel |

## Rezensionen
Miriam Coleman vom Rolling Stone beschrieb Del Reys Stimme als „gehaucht“ und nannte die Melodie des Liedes „nostalgisch wie ein Girlgroup-Lied der 1960er Jahre“.
Sharan Shetty vom Slate Magazin mag nicht den Mangel von „großer, zäher Stimme in den Hooklines“ und vermerkt, dass die „gedämpfte Mattigkeit“ von Del Rey manchmal langweilig wirkt. Für die Melodie des Liedes gibt sie ein Kompliment.
Duncan Cooper von der Musikzeitschrift The Fader meint, dass Brooklyn Baby das herausragende Stück des Albums sei. Er hebt folgendes „ungewöhnlich selbstbewusste Schmuckstück“ hervor: „Yeah, my boyfriend’s really cool / But he’s not as cool as me“ (Ja, mein Freund ist ziemlich cool, aber nicht so cool wie ich).

## Kommerzieller Erfolg

### Chartplatzierungen
Brooklyn Baby erreichte in Österreich Rang 64 der Singlecharts und konnte sich eine Woche in den Charts platzieren. In der Schweiz erreichte die Single in zwei Chartwochen mit Rang 16 seine beste Chartnotierung. Für Del Rey als Interpretin ist dies der neunte Charterfolg in Österreich sowie der elfte in der Schweiz. In ihrer Autorentätigkeit ist es der achte Charterfolg in Österreich sowie der zehnte in der Schweiz.
| ChartsChartplatzierungen | Höchstplatzierung | Wochen |
| ------------------------ | ----------------- | ------ |
| Österreich (Ö3)          | 64 (1 Wo.)        | 1      |
| Schweiz (IFPI)           | 16 (2 Wo.)        | 2      |

### Auszeichnungen für Musikverkäufe
Am 8. März 2024 erhielt das Lied eine Goldene Schallplatte im Vereinigten Königreich sowie im August 2023 Platin in Australien. Am 22. November 2023, sieben Jahre nach der Erstveröffentlichung, wurde Brooklyn Baby mit einer Platin-Schallplatte für eine Million verkaufte Einheiten in den Vereinigten Staaten ausgezeichnet, obwohl sich das Lied nicht in den Billboard Hot 100 platzieren konnte. Den Schallplattenauszeichnungen zufolge verkaufte sich Brooklyn Baby über 1,6 Millionen Mal.
| Land/Region                  | Auszeichnungen für Musikverkäufe (Land/Region, Auszeichnung, Verkäufe) | Verkäufe  |
| ---------------------------- | ---------------------------------------------------------------------- | --------- |
| Australien (ARIA)            | Platin                                                                 | 70.000    |
| Brasilien (PMB)              | 2× Platin                                                              | 120.000   |
| Spanien (Promusicae)         | Gold                                                                   | 30.000    |
| Vereinigte Staaten (RIAA)    | Platin                                                                 | 1.000.000 |
| Vereinigtes Königreich (BPI) | Gold                                                                   | 400.000   |
| Insgesamt                    | 2× Gold · 4× Platin ·                                                  | 1.620.000 |

Hauptartikel: Lana Del Rey/Auszeichnungen für Musikverkäufe